# Marianne von Dalberg
Marianne von Dalberg (Magonza, 21 marzo 1745 – Francoforte sul Meno, 10 luglio 1804) fu contessa coreggente di Hohengeroldseck dal 1775 al 1791.

## Biografia
Anna Maria Josephina Helen von Dalberg era figlia del conte Franz Heinrich von Dalberg e della contessa Maria Sofia von Eltz-Kempenich. Marianne era sorella di Karl Theodor von Dalberg, arcivescovo tedesco che successivamente divenne primate della Confederazione del Reno, di Wolfgang Heribert von Dalberg, ministro del Palatinato e del Baden che acquistò rinomanza soprattutto come direttore del Teatro di corte di Mannheim, e di Johann Friedrich Hugo, che fu un distinto musicista.
Inizialmente destinata alla carriera ecclesiastica divenne monaca del monastero di Bilsen (nell'attuale Belgio), ma successivamente sposò il conte Francesco Carlo di Leyen ed all'età di soli 30 anni, già vedova, assunse la reggenza del trono del marito assieme al figlio Filippo, il quale si trovava ancora in minore età. Tale carica rimase sino al 1791 quando Filippo ottenne piena indipendenza di governo. Durante gli anni della sua reggenza promosse lo sviluppo economico dei propri domini e si prese cura anche dei servizi sociali. Tra le altre cose, nel 1786 abolì la servitù della gleba.
D'altra parte si indebitò follemente per il sostenimento delle spese per la ricostruzione della rocca della capitale, ricorrendo a prestiti sempre più ingenti.
Il 14 maggio 1793 Marianne, dopo gli avvenimenti luttuosi in Francia provocati dalla corrente rivoluzionaria, cercò rifugio all'estero e dovette abbandonare lo stato trovando asilo a Francoforte sul Meno ove morì nel 1804, venendo sepolta nella cripta della chiesa di Santa Cecilia di Heusenstamm. Nel 1981 i suoi resti mortali sono stati riportati in patria.